# História da Colonização Portuguesa do Brasil
A História da Colonização Portuguesa do Brasil é uma obra de história em três volumes.
Trabalho essencial para o estudo dos séculos XV e XVI, tanto na História de Portugal como na História do Brasil, foi publicada no Porto, pela Litografia Nacional, entre 1921 e 1924, no âmbito das comemorações pelo primeiro centenário da Independência do Brasil.
É uma obra coletiva, de natureza monumental, que reúne estudos de alguns dos mais importantes historiadores portugueses e brasileiros de seu tempo, tais como Jaime Cortesão e Carlos Malheiro Dias, rica e copiosamente ilustrada (a cores e metais) sob a direção artística de Roque Gameiro. Entre a documentação transcrita, encontra-se a Carta ao Rei D. Manuel I de Portugal por Pêro Vaz de Caminha, editada por Carolina Michaelis de Vasconcelos, e a reprodução paleográfica da carta de D. Manuel aos Reis Católicos, datada de 29 de Julho de 1501, a par da sua versão em linguagem atual.
Os volumes tem os seguintes temas:
- Volume I - "Os precursores de Cabral"
- Volume II - "A epopéia dos litorais"
- Volume III - "A Idade Média Brasileira", compreendendo o período entre 1521 e 1580.